# Sergej Korsakov
Sergej Vladimirovič Korsakov (in russo: Сергей Владимирович Корсаков; Biškek, 1º settembre 1984) è un cosmonauta russo.
Si trova nello spazio per prendere parte alla missione Sojuz MS-21 e Expedition 67 sulla Stazione spaziale internazionale, il cui lancio è avvenuto il 18 marzo 2022.

## Biografia

### Istruzione e primi lavori
Nacque nella città di Frunze (oggi Biškek) della Repubblica Socialista Sovietica Kirghisa. Nel 2006 si laureò come ingegnere dei razzi alla Università tecnica statale moscovita N. Ė. Bauman. Nel 2012, al momento della selezione, studiava per la specializzazione nello stesso campo e lavorava come direttore della compagnia "Info Capital Group".

### Carriera come cosmonauta
Nell'ottobre 2012 venne selezionato al primo gruppo dei cosmonauti di Roscosmos aperto a tutti i cittadini russi (Gruppo Roscosmos 16), iniziando l'addestramento generale dello spazio al GCTC pochi giorni dopo. Conclusi i due anni di addestramento, nel giugno 2014 superò l'esame finale e divenne un Cosmonauta collaudatore. Iniziò quindi l'addestramento avanzato che comprendeva lezioni teoriche approfondite sui sistemi del veicolo Sojuz e sul Segmento russo, e addestramenti pratici. Tra questi ultimi i principali furono l'addestramento di paracadutismo, ESA CAVES, Osservazioni visive strumentali (VIN) della Terra, atterraggio d'emergenza sulle zone montuose, sull'acqua e in inverno. Nell'agosto 2020 il cosmonauta Anton Škaplerov aveva riportato la presenza di Korsakov nell'equipaggio della Sojuz MS-19 di cui era comandante ma pochi mesi dopo, nel novembre 2020, Korsakov venne ufficialmente assegnato come ingegnere di volo 2 del veicolo spaziale Sojuz MS-18 (Expedition 65) con partenza prevista per aprile 2021. Tuttavia a marzo venne sostituito dall'astronauta della NASA Mark Vande Hei, in vista di un'alternanza tra russi e americani nei veicolo Sojuz.

#### Sojuz MS-21 (Expedition 67)
Sin da aprile 2021, Korsakov era assegnato all’equipaggio della Sojuz MS-21 come ingegnere di volo 2, ma la sua assegnazione poteva essere rivista nel momento in cui la NASA avesse voluto acquistare un seggiolino per un proprio astronauta. Nell'ottobre 2021 la NASA dichiarò di non aver intenzione di acquistare un seggiolino per la missione, rendendo ufficiale l’assegnazione di Korsakov. Il lancio è avvenuto il 18 marzo 2022 dal Cosmodromo di Bajkonur.